# Bertalan Kun
Bertalan Kun (* 6. Mai 1999 in Veszprém) ist ein ungarischer Fußballspieler.

## Karriere

### Verein
Kun begann seine Karriere beim Veszprém FC. Zur Saison 2011/12 wechselte er in die Niederlande in die Jugend der PSV Eindhoven. Nachdem er die Jugendmannschaften von Eindhoven durchlaufen hatte, debütierte er im November 2016 für die Zweitmannschaft von Eindhoven in der Eerste Divisie, als er am 15. Spieltag der Saison 2016/17 gegen den FC Volendam in der 65. Minute für Albert Guðmundsson eingewechselt wurde. Bis Saisonende kam er zu zwei Einsätzen für PSV II in der zweithöchsten Spielklasse. In der Saison 2017/18 kam Kun ausschließlich für Jugendmannschaften der PSV zum Einsatz. Zur Saison 2018/19 rückte er schließlich fest in den Kader der Zweitmannschaft auf. Im Januar 2019 erzielte er gegen die Reserve von Ajax Amsterdam sein einziges Zweitligator für PSV II. In der Saison 2018/19 kam er zu 22 Einsätzen in der zweiten Liga. Nach der Saison 2018/19 verließ er Eindhoven.
Im August 2019 absolvierte er ein Probetraining beim österreichischen Zweitligisten SV Ried, wurde jedoch nicht verpflichtet. Nach mehreren Monaten ohne Verein kehrte er im Oktober 2019 nach Ungarn zurück und wechselte zum Zweitligisten Győri ETO FC.

### Nationalmannschaften
Kun spielte mehrmals für ungarische Jugendnationalauswahlen, zwischen 2016 und 2017 kam er für das U-18-Team zum Einsatz.